# Намазгах-џамија
Намазгах-џамија (алб. Xhamia e Namazgjasë) или Велика џамија у Тирани (алб. Xhamia e Madhe e Tiranës) је џамија у изградњи у Тирани. Налази се у главном граду Албаније на месту званом Намазгах (од тур. Namazgâh — „место молитве”), између зграде Парламента и реке Лане. По завршетку изградње постаће највећа џамија на Балканском полуострву.

## Историја
Након пада комунизма у Албанији, 1991. године, албански муслимани су се често жалили да су дискриминисани. Док су изграђене две катедрале (католичка и православна), муслимани у Албанији од 2016. још увек нису имали џамију и морали су да се моле на улицама. Године 1992. тадашњи председник Сали Бериша положио је први камен џамије која ће бити изграђена у близини трга Намазгах, у близини зграде Парламента. Изградња је одложена након што је председник Парламента Петар Арбнори оспорио планове.
Одлуку о изградњи џамије донео је 2010. године тадашњи градоначелник Тиране Еди Рама.
Изградња џамије се сматрала се неопходном јер у граду има само осам џамија, што је мање у односу на 28 из 1967. године. За време исламских празника, Скендербегов трг је испуњен муслиманским верницима, јер је Ефем-бегова џамија из доба Османског царства, тренутно главна џамија у Тирани, има капацитет од само 60 особа. Киша онемогућава проповеди петком.
Џамија ће имати четири минарета, сваки висок 50 метара, док ће централна купола бити висока 30 метара. На првом спрату џамије биће културни центар и други садржаји. Џамија се гради на парцели од 10.000 квадратних метара у близини зграде Парламента и имаће капацитет за до 4.500 људи да се истовремено моле у џамији.
Финансирање изградње џамије је делимично дошло од главне државне турске муслиманске организације Дијанет. Председник Турске Реџеп Тајип Ердоган је 2015. године посетио Албанију на церемонији постављања камена-темељца џамије.